# Guerra Moreana
A Guerra Moreana (em italiano:  Guerra di Morea), também conhecida como a Sexta Guerra Otomano-Veneziana, foi travada entre 1684-1699 como parte do conflito mais amplo conhecido como a "Grande Guerra Turca", entre a República de Veneza e o Império Otomano. As operações militares abrangeram desde a Dalmácia até o Mar Egeu, mas a principal campanha da guerra foi a conquista veneziana da península de Moreia (Peloponeso), no sul da Grécia. Do lado veneziano, a guerra foi travada para vingar a perda de Creta na Guerra de Creta (1645–1669). Aconteceu enquanto os otomanos estavam envolvidos na luta do norte contra os Habsburgos – começando com a fracassada tentativa otomana de conquistar Viena e terminando com os Habsburgos ganhando Buda e toda a Hungria, deixando o Império Otomano incapaz de concentrar as suas forças contra os venezianos. Como tal, a Guerra Moreana foi o único conflito Otomano-Veneziano do qual Veneza saiu vitoriosa, ganhando um território significativo. O renascimento expansionista de Veneza seria de curta duração, uma vez que os seus ganhos seriam revertidos pelos otomanos em 1718.

## Prelúdio

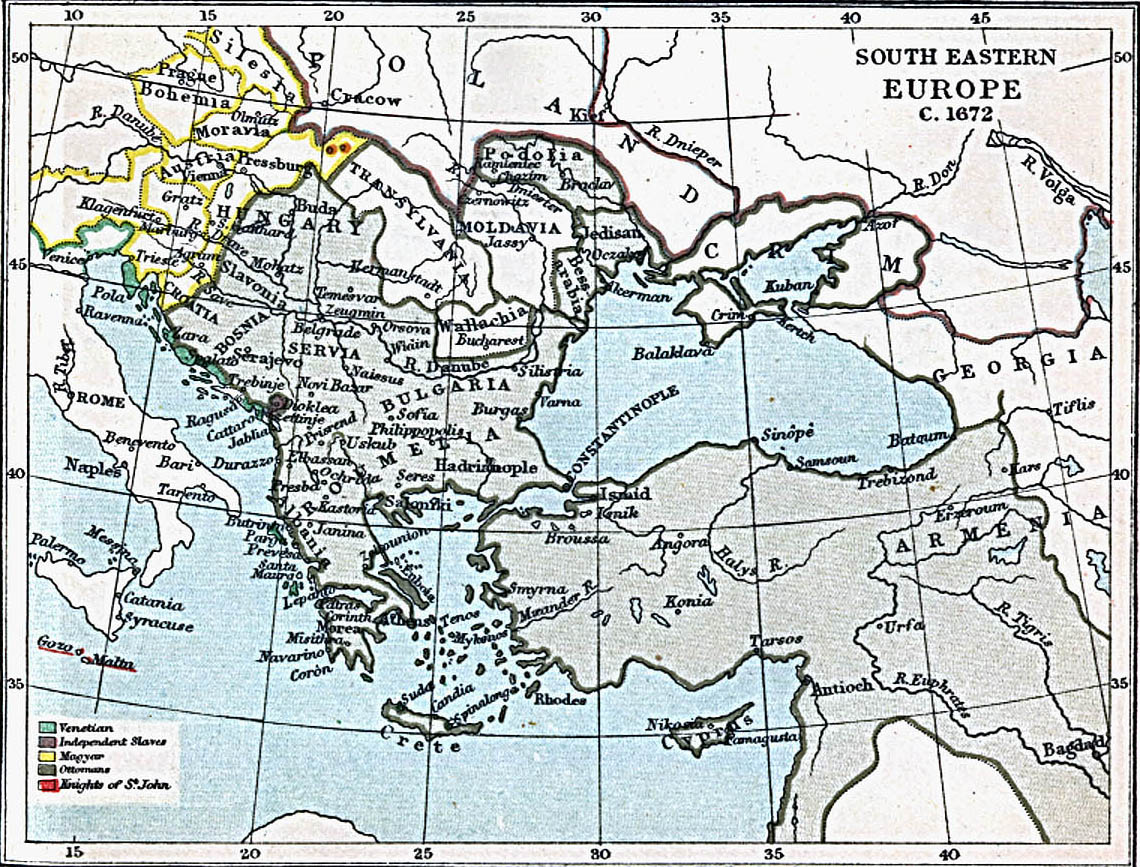
Mapa do sudeste da Europa c. 1670

Veneza possuía várias ilhas nos mares Egeu e Jônico, juntamente com fortes estrategicamente posicionados ao longo da costa do continente grego desde a divisão do Império Bizantino após a Quarta Cruzada. Com a ascensão dos otomanos, durante o século XVI e início do século XVII, os venezianos perderam a maior parte destes, incluindo Chipre e Eubeia (Negroponte) para os turcos. Entre 1645 e 1669, os venezianos e os otomanos travaram uma longa e custosa guerra pela última grande possessão veneziana no Egeu, Creta. Durante esta guerra, o comandante veneziano, Francesco Morosini, fez contato com os rebeldes Maniotas. Eles concordaram em conduzir uma campanha conjunta na Moreia. Em 1659, Morosini desembarcou na Morea, e junto com os Maniotas, tomou Calamata. Logo depois ele foi forçado a retornar a Creta, e a aventura no Peloponeso fracassou.
Durante o século XVII, os otomanos continuaram a ser a principal potência política e militar na Europa, mas os sinais de declínio eram evidentes: a economia otomana sofreu com o influxo de ouro e prata das Américas, um orçamento cada vez mais desequilibrado e repetidas desvalorizações da moeda, enquanto o tradicional sistema de cavalaria timariota e os janízaros, que formavam o núcleo dos exércitos otomanos, declinaram em qualidade e foram cada vez mais substituídos por forças irregulares que eram inferiores aos exércitos regulares europeus.  Os esforços de reforma do Sultão Murade IV (r. 1623–1640), e a hábil administração da dinastia Köprülü dos grão-vizires, cujos membros governaram o Império de 1656 a 1683, conseguiram sustentar o poder otomano e até lhe permitiram conquistar Creta, mas a longa e prolongada guerra ali esgotou. Recursos otomanos.
Como resultado da Guerra Polaco-Otomana (1672–1676), os otomanos asseguraram a sua última expansão territorial na Europa com a conquista da Podólia, e depois tentaram expandir-se para o território ucraniano na margem direita do rio Dniepre, mas foram detidos. de volta pelos russos. O Tratado de Bakhchisarai fez do rio Dniepre a fronteira entre o Império Otomano e a Rússia.
Em 1683, eclodiu uma nova guerra entre a Áustria e os otomanos, com um grande exército otomano avançando em direção a Viena. O cerco otomano foi quebrado na Batalha de Viena pelo rei da Polônia, João III Sobieski.  Como resultado, uma Liga Santa antiotomana foi formada em Linz em 5 de março de 1684 entre o Imperador Leopoldo I, Sobieski, e o Doge de Veneza, Marcantonio Giustinian. Nos anos seguintes, os austríacos recuperaram a Hungria do controle otomano e até capturaram Belgrado em 1688 e chegaram a Nis e Vidim no ano seguinte. Os austríacos estavam agora sobrecarregados, além de estarem envolvidos na Guerra dos Nove Anos (1688-1697) contra a França. Os otomanos, sob o comando de outro grão-vizir Coprulu, Fazil Mustafá Paxá, recuperaram a iniciativa e empurraram os austríacos para trás, recuperando Nis e Vidim em 1690 e lançando ataques através do Danúbio. Depois de 1696, a maré mudou novamente, com a captura de Azove pelos russos em 1696, seguida por uma derrota desastrosa nas mãos de Eugénio de Saboia na Batalha de Zenta, em setembro de 1697. Na sequência, começaram as negociações entre as partes em conflito, levando à assinatura do Tratado de Karlowitz em 1699.

## Veneza se prepara para a guerra
Os austríacos e polacos consideraram a participação veneziana na guerra como um complemento útil às principais operações na Europa Central, uma vez que a sua marinha poderia impedir os otomanos de concentrarem as suas forças por mar e forçá-los a desviar forças das suas próprias frentes.   Do lado veneziano, o debate no Senado sobre a adesão à guerra foi acalorado, mas no final o partido da guerra prevaleceu, julgando o momento como uma excelente e única oportunidade para uma revanche. Como resultado, quando chegou a Veneza, em 25 de abril de 1684, a notícia da assinatura da Liga Santa, pela primeira e única vez nas Guerras Otomano-Venezianas, a Sereníssima República declarou guerra aos Otomanos, e não o contrário.  
No entanto, no início da guerra, as forças militares da República eram escassas. A longa Guerra Cretense havia esgotado os recursos venezianos, e o poder veneziano estava em declínio na Itália, bem como no Mar Adriático. Enquanto a marinha veneziana era uma força bem conservada, composta por dez galés, trinta navios de guerra e trinta galeras, bem como embarcações auxiliares, o exército era composto por oito mil soldados regulares não muito disciplinados. Eles foram complementados por uma milícia numerosa e bem equipada, mas esta última não podia ser usada fora da Itália. A receita também foi escassa, pouco mais de dois milhões de Cequins por ano. Segundo os relatos do embaixador inglês na Porta, Lord Chandos, a posição dos otomanos era ainda pior: em terra, cambaleavam com uma sucessão de derrotas, de modo que o sultão teve de duplicar o salário das suas tropas e recorrer à força. recrutamento. Ao mesmo tempo, a marinha otomana foi descrita por Chandos como estando em um estado delicado, mal capaz de equipar dez navios de guerra para as operações. Isto deixou os venezianos com uma supremacia incontestada no mar, enquanto os otomanos recorreram ao uso de galés leves e rápidas para escapar da frota veneziana e reabastecer as suas fortalezas ao longo da costa. Tendo em conta a sua fraqueza financeira, a República decidiu levar a guerra para o território otomano, onde poderiam recrutar e extrair tributos à vontade, antes que os otomanos pudessem recuperar do choque e das perdas sofridas em Viena e reforçar as suas posições. Além disso, Veneza recebeu subsídios consideráveis do Papa Inocêncio XI, que desempenhou um papel de liderança na formação da Santa Liga e "quase empobreceu a Cúria na arrecadação de subsídios para os aliados".
Em janeiro de 1684, Morosini, com histórico distinto e grande experiência em operações na Grécia, foi escolhido comandante-chefe da força expedicionária. Veneza aumentou as suas forças recrutando um grande número de mercenários da Itália e dos estados alemães, e arrecadou fundos através da venda de cargos estatais e títulos de nobreza. A ajuda financeira e militar em homens e navios foi assegurada pelos Cavaleiros de Malta, pelo Ducado de Saboia, pelos Estados Papais e pelos Cavaleiros de Santo Estêvão da Toscana, e oficiais austríacos experientes foram destacados para o exército veneziano. Nas Ilhas Jónicas governadas por Veneza, medidas semelhantes foram empreendidas; mais de dois mil soldados, além de marinheiros e remadores da frota, foram recrutados. Em 10 de junho de 1684, Morosini zarpou com uma frota de três galeras, duas galés e algumas embarcações auxiliares. No caminho para Corfu, juntaram-se a ele mais quatro galeras venezianas, cinco papais, sete maltesas e quatro toscanas. Em Corfu, eles se uniram às forças navais e militares locais, bem como às forças criadas por nobres famílias gregas das Ilhas Jônicas.

## Ofensiva veneziana

### Operações no oeste da Grécia (1684)

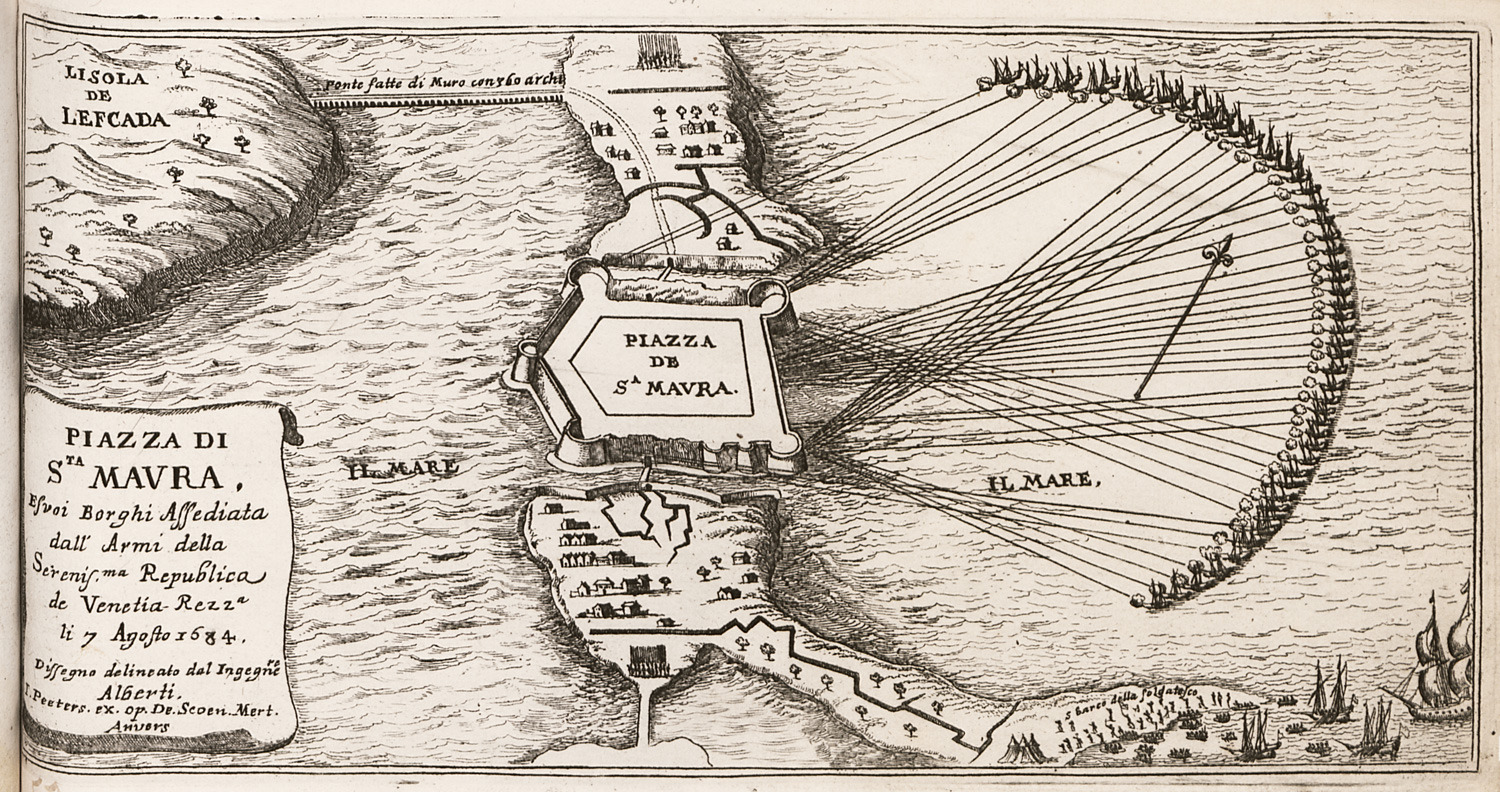
Esboço do Cerco de Santa Maura, de Jacob Peeters

O primeiro alvo da frota veneziana foi a ilha de Lêucade (Santa Maura). O rival político de Morosini, Girolamo Cornaro, tentou antecipá-lo e tomar a fortaleza de Santa Maura (que ele acreditava ser pouco defendida) antes da chegada da frota de Veneza. Com uma pequena força ele navegou de Corfu até a ilha, mas encontrando a fortaleza fortemente guarnecida, ele voltou. Como resultado desta desventura, Cornaro foi afastado durante o primeiro ano da guerra, durante o qual serviu como provveditore generale das Ilhas Jônicas, antes de ser nomeado para comandar na Dalmácia no final de 1685. Em 18 de julho de 1684, Morosini deixou Corfu e chegou a Santa Maura dois dias depois. Após um cerco de 16 dias, a fortaleza capitulou em 6 de agosto de 1684.

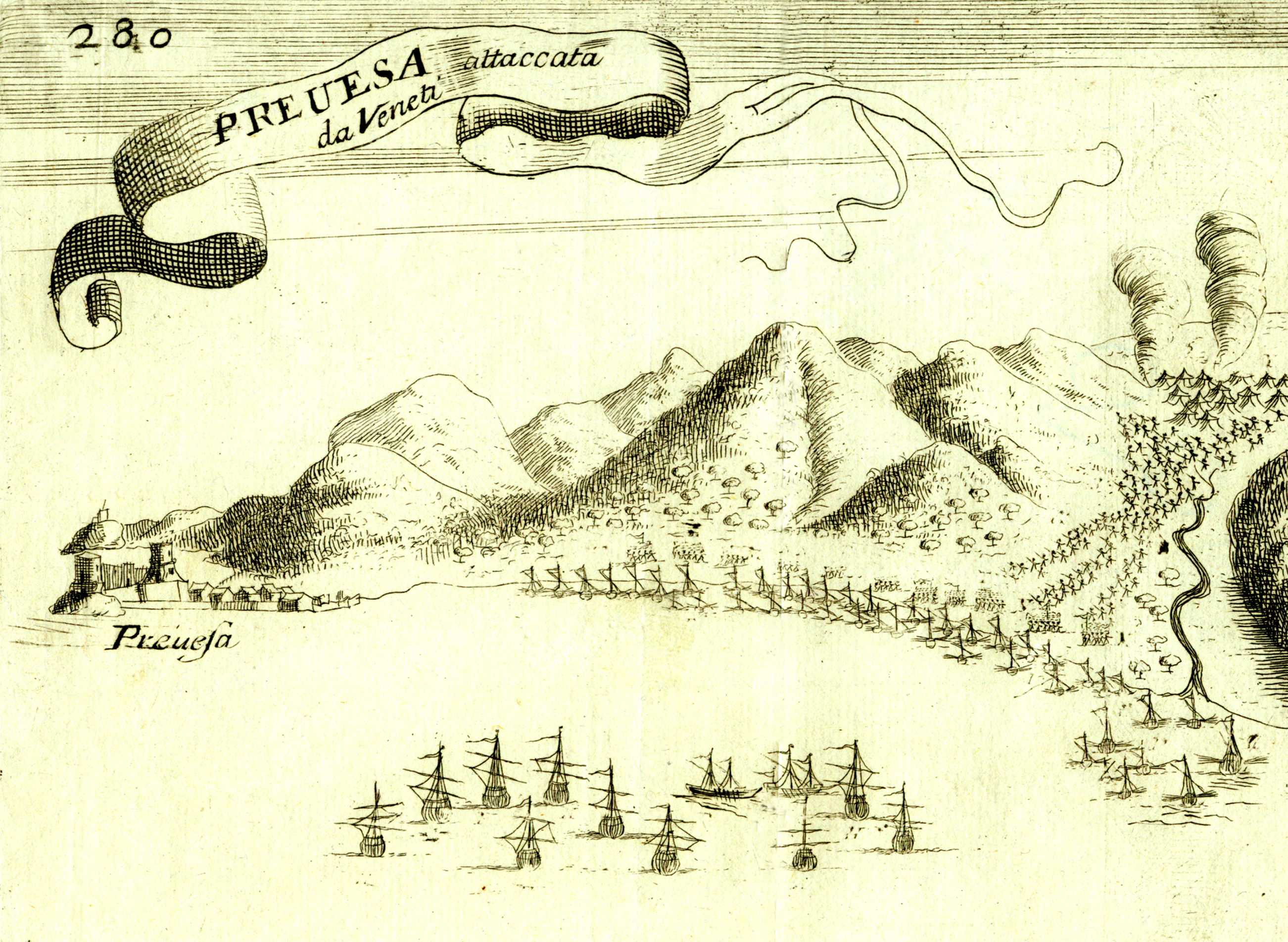
Gravura do ataque veneziano a Preveza, de Vincenzo Coronelli

Os venezianos então cruzaram para a região continental da Acarnânia. A ilha offshore de Petalas foi ocupada em 10 de agosto pelo conde Niccolo di Strassoldo e Angelo Delladecima . Reforçados com voluntários, principalmente da Cefalônia, os venezianos capturaram então as cidades de Aitoliko e Missolonghi. Os líderes gregos de todo o Epiro, de Himarra e Souli e os capitães armatoloi de Acarnânia e Agrafa, contactaram os venezianos com propostas para uma causa comum; com o avanço veneziano, ocorreu um levante geral na área de Valtos e Xiromero . Aldeias muçulmanas foram atacadas, saqueadas e incendiadas, e o domínio otomano entrou em colapso em todo o oeste da Grécia continental. No final do mês, os otomanos mantinham-se apenas nas fortalezas costeiras de Preveza e Vonitsa. A frota veneziana lançou vários ataques ao longo da costa do Epiro até Igumenitsa e mesmo na costa noroeste do Peloponeso, perto de Patras, antes de lançar um esforço concertado para capturar o castelo de Preveza em 21 de setembro. O castelo rendeu-se após oito dias e Vonitsa foi capturado pelos homens de Delladecima alguns dias depois. No final do outono, Morosini nomeou Delladecima governador militar da região que se estende desde o Golfo de Ambrácia até ao papiro Aqueloo. Já nesta primeira parte da guerra, os venezianos começaram a sofrer grandes baixas devido a doenças; O conde Strasoldo foi um deles. Estes primeiros sucessos foram importantes para os venezianos porque garantiram as suas comunicações com Veneza, negaram aos otomanos a possibilidade de mover tropas através da área e forneceram um trampolim para possíveis conquistas futuras no continente grego.
Ao mesmo tempo, Veneza começou a fornecer mais tropas a Morosini e concluiu tratados com os governantes da Saxônia e de Hanôver, que deveriam fornecer contingentes de 2 400 homens cada como mercenários. Depois que o tratado foi assinado em dezembro de 1684, 2 500 hanoverianos juntaram-se a Morosini em junho de 1685, enquanto 3 300 saxões chegaram alguns meses depois. Na primavera e no início de junho de 1685, as forças venezianas reuniram-se em Corfu, Preveza e Dragamesto: 37 galés (17 das quais toscanas, papais ou maltesas), 5 galeasses, 19 veleiros e 12 galeotas, 6 400 soldados venezianos (2 400 hanoverianos e mil dálmatas), mil soldados malteses, 300 florentinos e 400 soldados papais. A eles foram acrescentadas algumas centenas de gregos recrutados e voluntários das ilhas Jônicas e do continente.

### Conquista da Moreia (1685-1687)

#### Coron e Mani (1685)

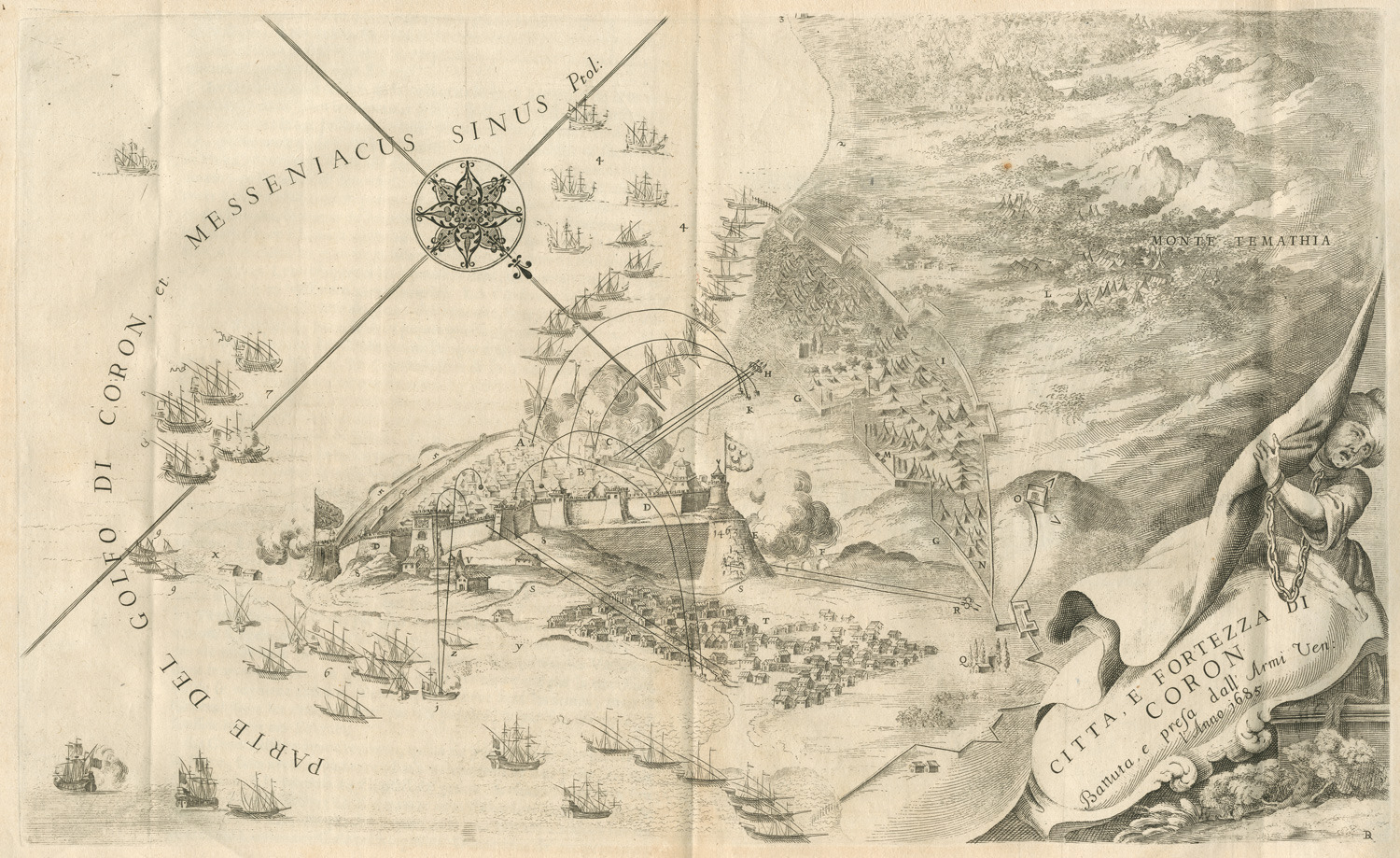
O cerco de Coron, retratado por Vincenzo Coronelli

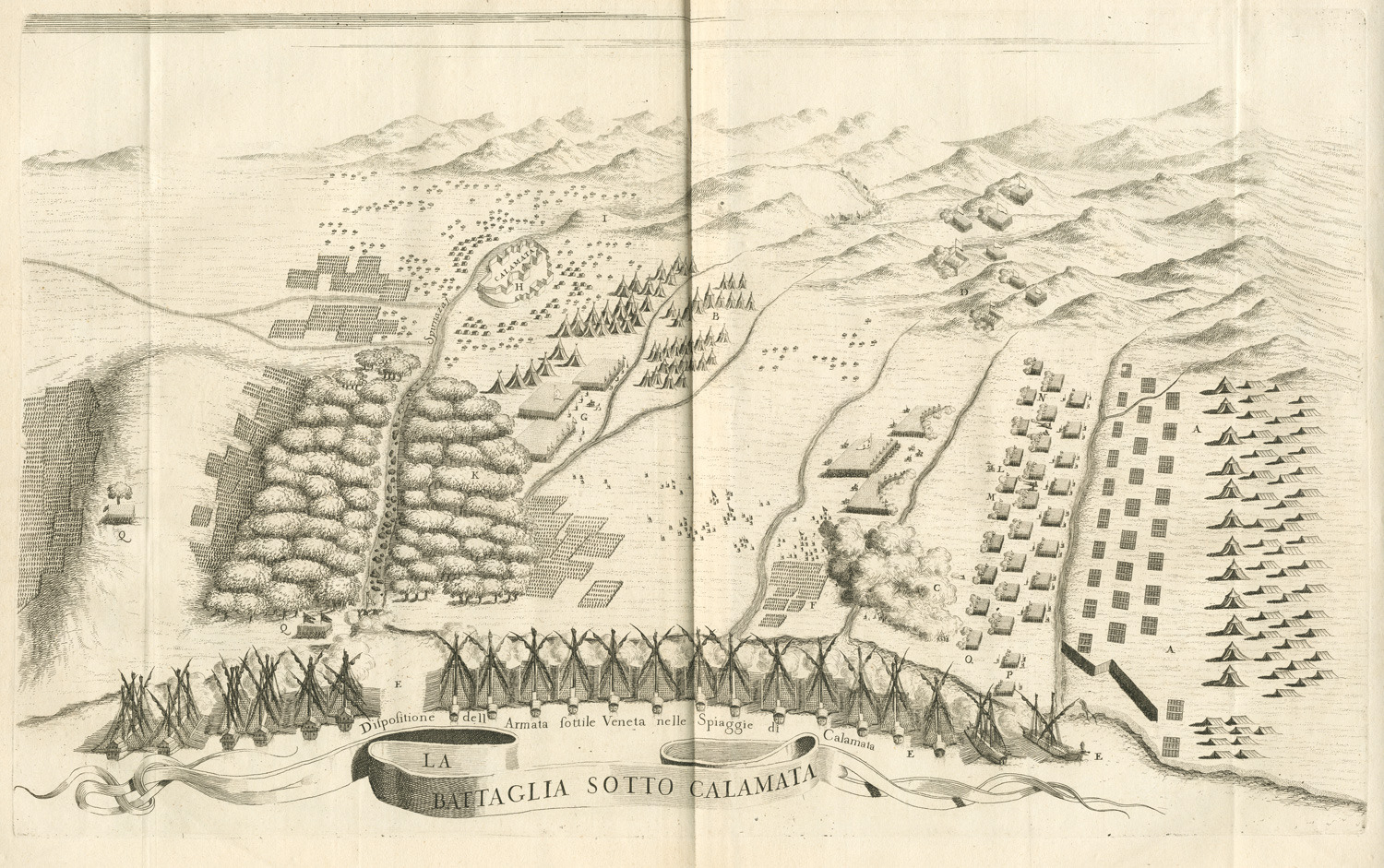
A Batalha de Calamata, de Vincenzo Coronelli

Tendo assegurado a sua retaguarda durante o ano anterior, Morosini voltou-se para o Peloponeso, onde os gregos começaram a mostrar sinais de revolta. Já na primavera de 1684, as autoridades otomanas prenderam e executaram o metropolita de Corinto, Zacarias, por participar em círculos revolucionários. Ao mesmo tempo, começaram movimentos insurrecionistas entre os Maniotas, que se ressentiam da perda de privilégios e de autonomia, incluindo o estabelecimento de guarnições otomanas nas fortalezas de Zarnata, Kelefa, e Passavas, que haviam sofrido devido à sua colaboração com os venezianos em a Guerra de Creta. No início do outono, uma assembleia sob a presidência do bispo local, Joachim, decidiu pedir ajuda aos venezianos e, em 20 de outubro, uma embaixada de dez homens chegou a Zacinto para tratar com Morosini. As discussões arrastaram-se até fevereiro de 1685, quando finalmente o comandante-chefe veneziano resolveu fornecer aos Maniotas quantidades de armas e munições. Entretanto, as autoridades otomanas não ficaram ociosas. Já nos meses anteriores tinham reforçado as suas tropas na Lacônia, e em fevereiro o novo serasker da Moreia, Ismail Paxá, invadiu a península de Mani com 10 mil homens. Os Maniotas resistiram, mas os seus renovados apelos por ajuda aos venezianos no início de março resultaram apenas no envio de quatro navios com munições sob o comando de Daniel Dolfin. Como resultado, os Maniotas foram forçados a submeter-se, e entregaram os seus filhos como reféns ao serasker.
Finalmente, em 21 de junho, a frota veneziana partiu para o Peloponeso e, em 25 de junho, o exército veneziano, com mais de oito mil homens, desembarcou fora do antigo forte veneziano de Coron (Koroni) e sitiou-o. Os Maniotas permaneceram passivos no início, e por um tempo a posição das tropas cristãs sitiantes foi ameaçada pelas tropas lideradas pelo governador de Nauplia, Halil Paxá, e pelos novos reforços desembarcados pela frota otomana sob o comando do capudã paxá, ambos em Nauplia. e em Calamata. Os esforços otomanos para romper o cerco foram derrotados e, em 11 de agosto, a fortaleza rendeu-se. Apesar da promessa de passagem segura, a guarnição foi massacrada por suspeita de traição.
Na fase final do cerco, 230 maniotas sob o comando do nobre zaquinto Pavlos Makris participaram, e logo a área se levantou novamente em revolta, encorajada pela presença de Morosini em Coron. O comandante veneziano agora tinha como alvo Calamata, onde o capudã paxá desembarcou seis mil soldados de infantaria e dois mil cavaleiros sipahi, e estabeleceu um acampamento entrincheirado. Em 10 de setembro, os venezianos e maniotas obtiveram a rendição da fortaleza de Zarnata, sendo permitida a passagem segura de sua guarnição de 600 homens para Calamata, mas seu comandante se retirou para Veneza e recebeu uma rica pensão. Depois que o capudã paxá rejeitou uma oferta de Morisini para dispersar o seu exército, o exército veneziano, reforçado por 3 300 saxões e sob o comando do general Hannibal von Degenfeld, atacou o acampamento otomano e derrotou-os em 14 de setembro. Calamata rendeu-se sem luta e o seu castelo foi arrasado e, no final de setembro, as restantes guarnições otomanas em Kelafa e Passavas capitularam e evacuaram Mani. Passavas foi arrasada, mas os venezianos, por sua vez, instalaram suas próprias guarnições em Kelafa e Zarnata, bem como na ilha de Marathonisi, para ficar de olho nos indisciplinados Maniotas, antes de retornar às Ilhas Jônicas para passar o inverno.
A temporada de campanha terminou com a captura e arrasamento de Igoumenitsa em 11 de novembro. Mais uma vez, a doença cobrou seu preço entre o exército veneziano em seus quartéis de inverno. As perdas foram particularmente pesadas entre os contingentes alemães, que reclamaram da negligência demonstrada pelas autoridades venezianas e da comida muitas vezes estragada que lhes eram enviadas: só os hanoverianos perderam 736 homens devido a doenças no período de abril de 1685 a janeiro de 1686, como oposição a 256 em batalha.

#### Navarino, Modon e Nauplia (1686)

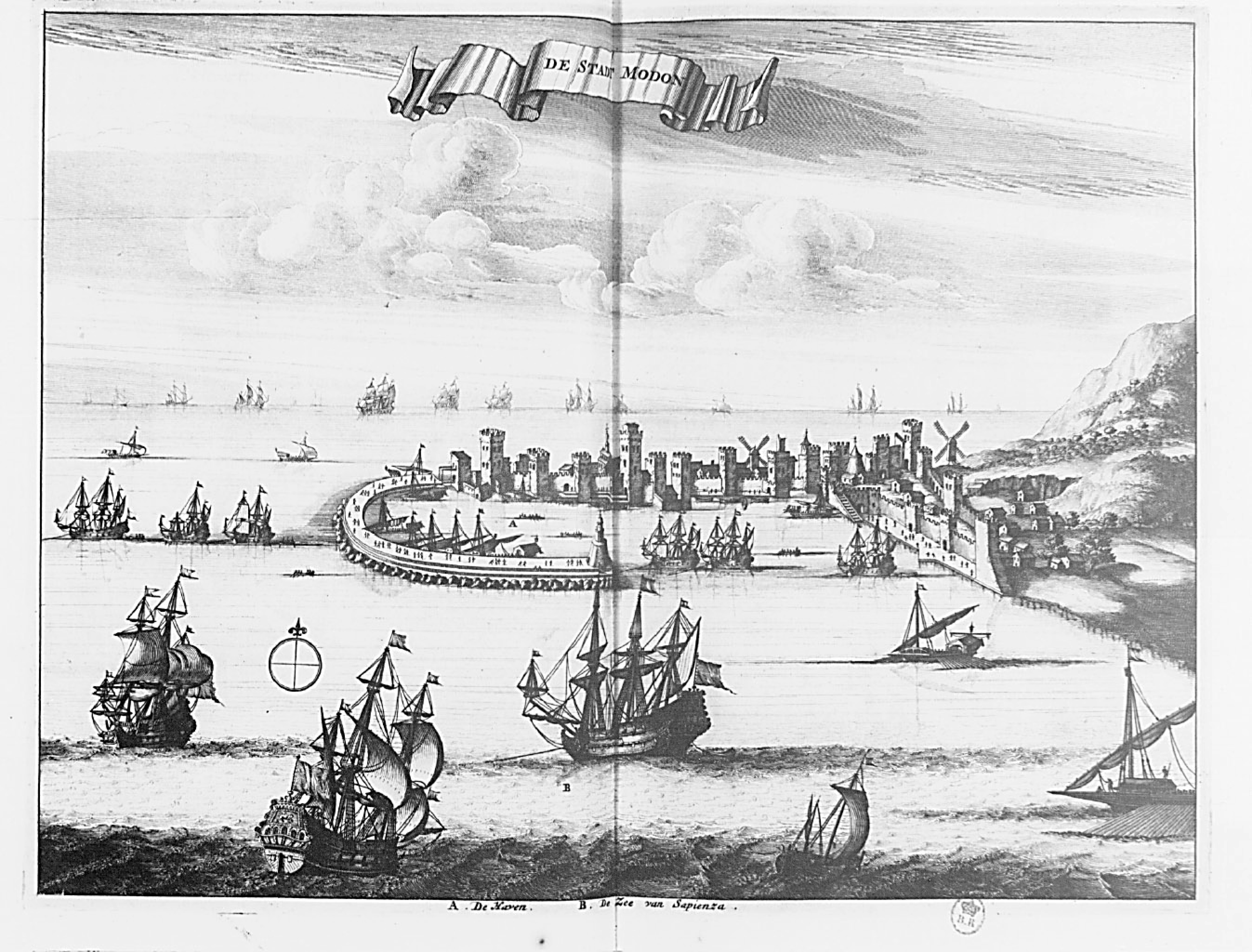
Vista da fortaleza e do porto de Modon em 1688

No ano seguinte, os otomanos tomaram a iniciativa atacando Kelefa no início de março, forçando Morosini a apressar a sua partida das Ilhas Jónicas. Os otomanos levantaram o cerco e retiraram-se com a chegada de uma frota veneziana comandada por Venieri e, em 30 de março, Morosini começou a desembarcar suas tropas no Golfo Messênio. As forças venezianas demoraram a reunir-se e Morosini teve que aguardar a chegada de reforços na forma de 13 galeras dos Estados Papais e do Grão-Ducado da Toscana, bem como de mais mercenários, o que elevou o seu exército para cerca de 10 mil homens de infantaria e mil homens. cavalo, antes de iniciar seu avanço no final de maio. Seguindo uma recomendação do próprio Morosini, o veterano marechal sueco Otto Wilhelm Königsmarck foi nomeado chefe das forças terrestres, enquanto Morosini manteve o comando da frota. Königsmarck também solicitou, e foi concedido, que os venezianos contratassem vários outros oficiais experientes, particularmente especialistas em guerra de cerco.
Em 2 de junho, Königsmarck desembarcou seu exército em Pilos, onde o castelo do Velho Navarino se rendeu no dia seguinte, depois que o aqueduto que fornecia seu abastecimento de água foi cortado. A sua guarnição, composta por negros africanos, foi transportada para Alexandria. A fortaleza mais moderna de Novo Navarino também foi sitiada e rendida em 14 de junho, depois que um de seus depósitos explodiu, matando seu comandante, Sefer Pasa, e muitos de seus oficiais superiores. A sua guarnição, 1 500 soldados e igual número de dependentes civis, foi transportada para Trípoli. As tentativas do serasker otomano de aliviar a fortaleza ou impedir os venezianos terminaram em uma derrota na batalha, após a qual os venezianos passaram a bloquear e sitiar outro antigo reduto veneziano, Modon (Methoni), em 22 de junho. Embora bem fortificado, abastecido e equipado com cem canhões e uma guarnição de mil homens, o forte rendeu-se em 7 de julho, após bombardeios contínuos e sucessivos ataques venezianos. Sua população de 4 mil habitantes também foi transportada para Trípoli. Ao mesmo tempo, uma esquadra veneziana e tropas dálmatas capturaram o forte de Arcádia (atual Ciparíssia) mais ao norte.

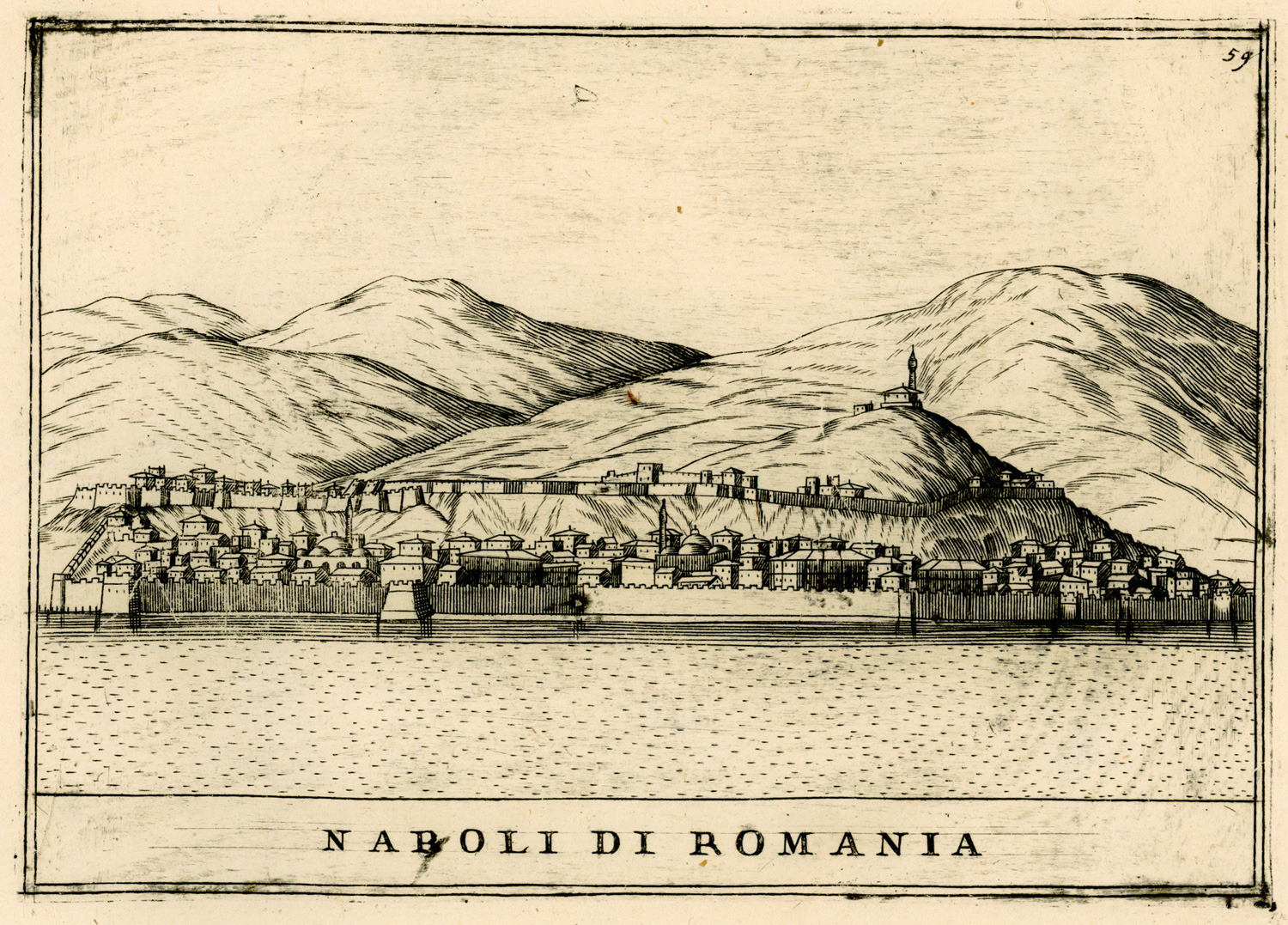
Vista de Náuplia desde o mar, com as alturas de Palamidi ao fundo, de Vincenzo Coronelli

Os venezianos então, num movimento relâmpago, retiraram o seu exército de campanha da Messénia e desembarcaram-no em Tolo entre 30 de julho e 4 de agosto, a uma curta distância da capital do Peloponeso, Nauplia. Logo no primeiro dia, Königsmarck liderou suas tropas para capturar a colina de Palamidi, então apenas mal fortificada, que dominava a cidade. O comandante da cidade, Mustafá Paxá, transferiu os civis para a cidadela de Acronáuplia, e enviou mensagens urgentes ao serasker Ismail Paxá pedindo ajuda; antes que os venezianos conseguissem completar o desembarque, Ismail Paxá chegou a Argos com quatro mil cavalos e três mil infantes, e tentou ajudar a guarnição sitiada. Os venezianos lançaram um ataque contra o exército de socorro em 7 de agosto que conseguiu tomar Argos e forçar o paxá a recuar para Corinto, mas durante duas semanas, a partir de 16 de agosto, as forças de Königsmarck foram forçadas a repelir continuamente os ataques das forças de Ismail Paxá, lutar contra as surtidas da guarnição sitiada e lidar com um novo surto de peste - os hanoverianos contaram 1 200 dos 2 750 homens como doentes e feridos. Em 29 de agosto, Ismail Paxá lançou um ataque em grande escala contra o acampamento veneziano, mas foi fortemente derrotado depois que Morosini desembarcou dois mil homens da frota em seu flanco. Mustafá Paxá rendeu a cidade no mesmo dia e, no dia seguinte, Morosini encenou uma entrada triunfal na cidade. Os sete mil muçulmanos da cidade, incluindo a guarnição, foram transportados para Tenedos. A notícia desta grande vitória foi recebida em Veneza com alegria e celebração. Náuplia tornou-se a principal base dos venezianos, enquanto Ismail Paxá retirou-se para Vostitsa, no norte do Peloponeso, após fortalecer as guarnições em Corinto, que controlavam a passagem para a Grécia Central. As forças otomanas em outros lugares caíram em desordem quando circularam rumores falsos de que o sultão havia ordenado a evacuação do Peloponeso; assim, em Karytaina, as tropas otomanas mataram seu comandante e se dispersaram.
A frota otomana, comandada pelo capudã paxá, que tinha chegado ao Golfo Sarónico para reforçar as posições otomanas em Corinto, foi forçada por estas notícias a regressar à sua base nos Dardanelos. No início de outubro, Morosini liderou seus próprios navios numa busca vã pela frota otomana; como parte desta expedição, Morosini desembarcou no Pireu, onde foi recebido pelo Metropolita de Atenas, Jacó, e notáveis da cidade, que lhe ofereceram nove mil reais como homenagem. Depois de visitar Salamina, Egina e Hidra, Morosini regressou com a frota à baía de Nauplia em 16 de outubro. Quase ao mesmo tempo, a insatisfação entre os mercenários alemães, devido às suas perdas devido a doenças e à aparente negligência na partilha de despojos, atingiu o seu auge, e muitos, incluindo todo o contingente saxão, regressaram a casa. No entanto, Veneza conseguiu compensar as perdas com uma nova campanha de recrutamento em Hesse, Vurtemberga e Hanôver. Devido à eclosão iminente da Guerra dos Nove Anos e à procura geral de mercenários, a maioria dos novos recrutas não eram soldados veteranos; os recrutadores foram até forçados a recrutar desertores franceses, e mais de 200 homens desertaram durante a marcha para Veneza. Mais uma vez, a necessidade de aguardar reforços atrasou o início das operações venezianas em 1687 até julho.

#### Patras e a conclusão da conquista (1687)

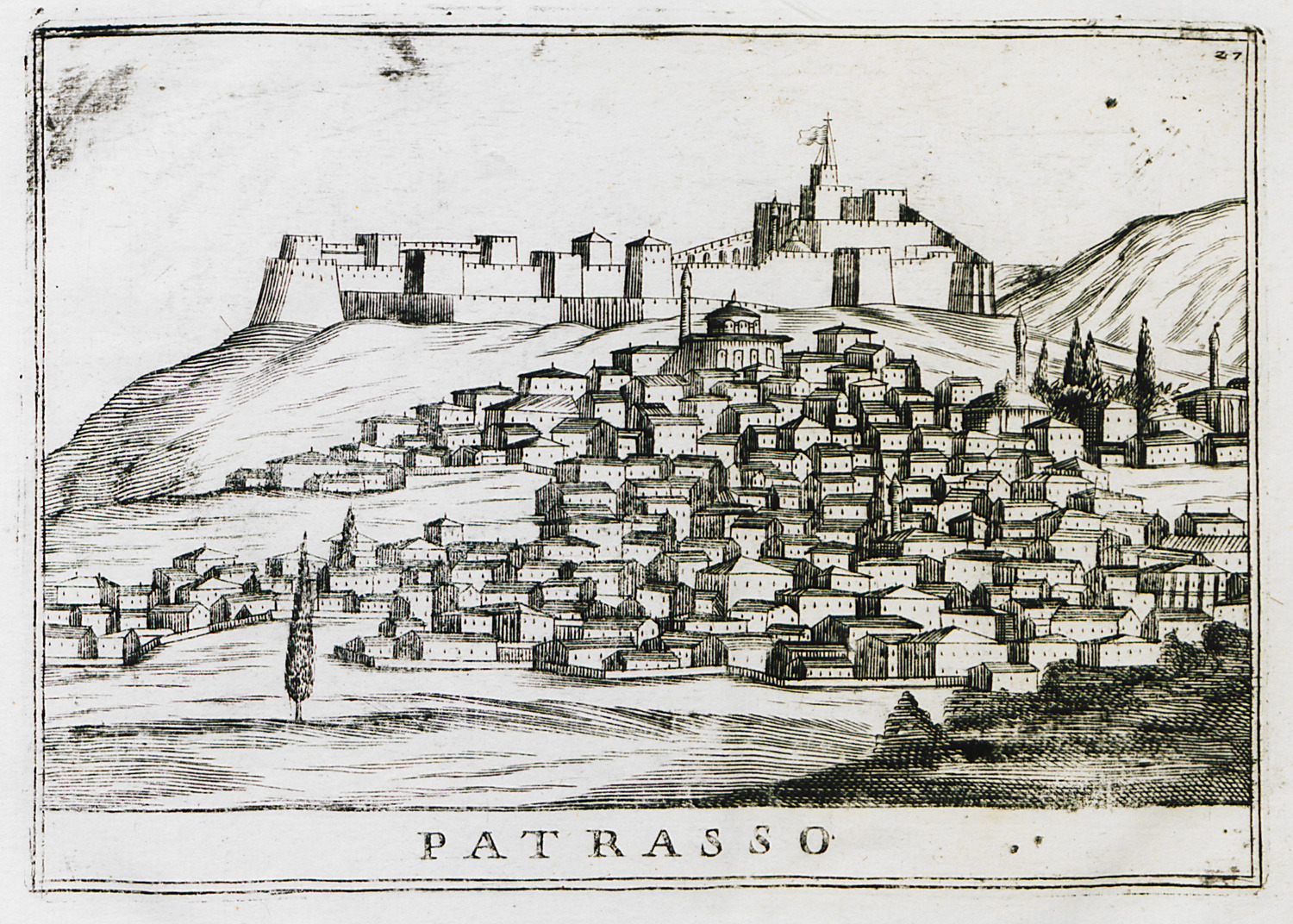
Vista de Patras em 1708, de Vincenzo Coronelli

Nesse ínterim, os otomanos formaram um forte acampamento entrincheirado em Patras, com 10 mil homens sob o comando de Maomé Paxá. Como os otomanos foram reabastecidos através do Golfo de Corinto por pequenos navios, o primeiro passo de Morosini foi instituir um bloqueio naval na costa norte do Peloponeso. Então, em 22 de julho, Morosini desembarcou o primeiro de seus 14 mil soldados a oeste de Patras. Dois dias depois, após o desembarque da maior parte das forças venezianas, Königsmarck liderou o seu exército para atacar o acampamento otomano, escolhendo um ponto fraco nas suas defesas. Os otomanos lutaram bravamente, mas no final do dia foram forçados a recuar, deixando para trás mais de dois mil mortos e feridos, 160 armas e muitos suprimentos, 14 navios e a bandeira do próprio comandante. A derrota desmoralizou a guarnição otomana do Castelo de Patras, que o abandonou e fugiu para a fortaleza do Rio (o "Castelo da Moreia"). No dia seguinte, com navios venezianos patrulhando a costa, Maomé e suas tropas também abandonaram o Rio e fugiram para o leste. A retirada rapidamente degenerou em pânico, ao qual muitas vezes se juntaram os aldeões gregos, e que se espalhou no mesmo dia para o continente, através do Golfo de Corinto. Assim, num único dia, 25 de julho, os venezianos conseguiram capturar, sem oposição, os fortes gêmeos do Rio e Antirrio (os "Pequenos Dardanelos") e o castelo de Naupacto (Lepanto). Os otomanos interromperam a retirada apenas em Tebas, onde Maomé Paxá começou a reagrupar as suas forças.
Os venezianos seguiram este sucesso com a redução dos últimos bastiões otomanos no Peloponeso: Chlemoutsi rendeu-se a Angelo De Negri de Zacinto em 27 de julho, enquanto Königsmarck marchou para leste em direção a Corinto. A guarnição otomana abandonou o Acrocorinto quando ele se aproximou, após incendiar a cidade, que foi capturada pelos venezianos em 7 de agosto. Morosini deu agora ordens para a preparação de uma campanha através do istmo de Corinto em direção a Atenas, antes de ir para Mistras, onde persuadiu a guarnição otomana a render-se, e os maniotas ocuparam Caritaina, abandonada pela sua guarnição otomana. O Peloponeso estava sob total controle veneziano, e apenas o forte de Monemvasia (Malvasia) no sudeste, que foi sitiado em 3 de setembro, continuou a resistir, resistindo até 1690. Esses novos sucessos causaram grande alegria em Veneza, e honras foram concedidas a Morosini e seus oficiais. Morosini recebeu o título de vitória "Peloponeso", e um busto de bronze seu foi exibido no Salão do Grande Conselho de Veneza, algo nunca antes feito por um cidadão vivo. Königsmarck foi recompensado com seis mil ducados em uma bacia de ouro e um aumento salarial para 2quatro mil ducados por ano, Maximiliano Guilherme de Brunsvique-Luneburgo, que comandou as tropas de Hanôver, recebeu uma espada de joias avaliada em quatro mil ducados, e presentes semelhantes foram feitos a muitos oficiais no Exército.

### Ocupação de Atenas (1687-1688)

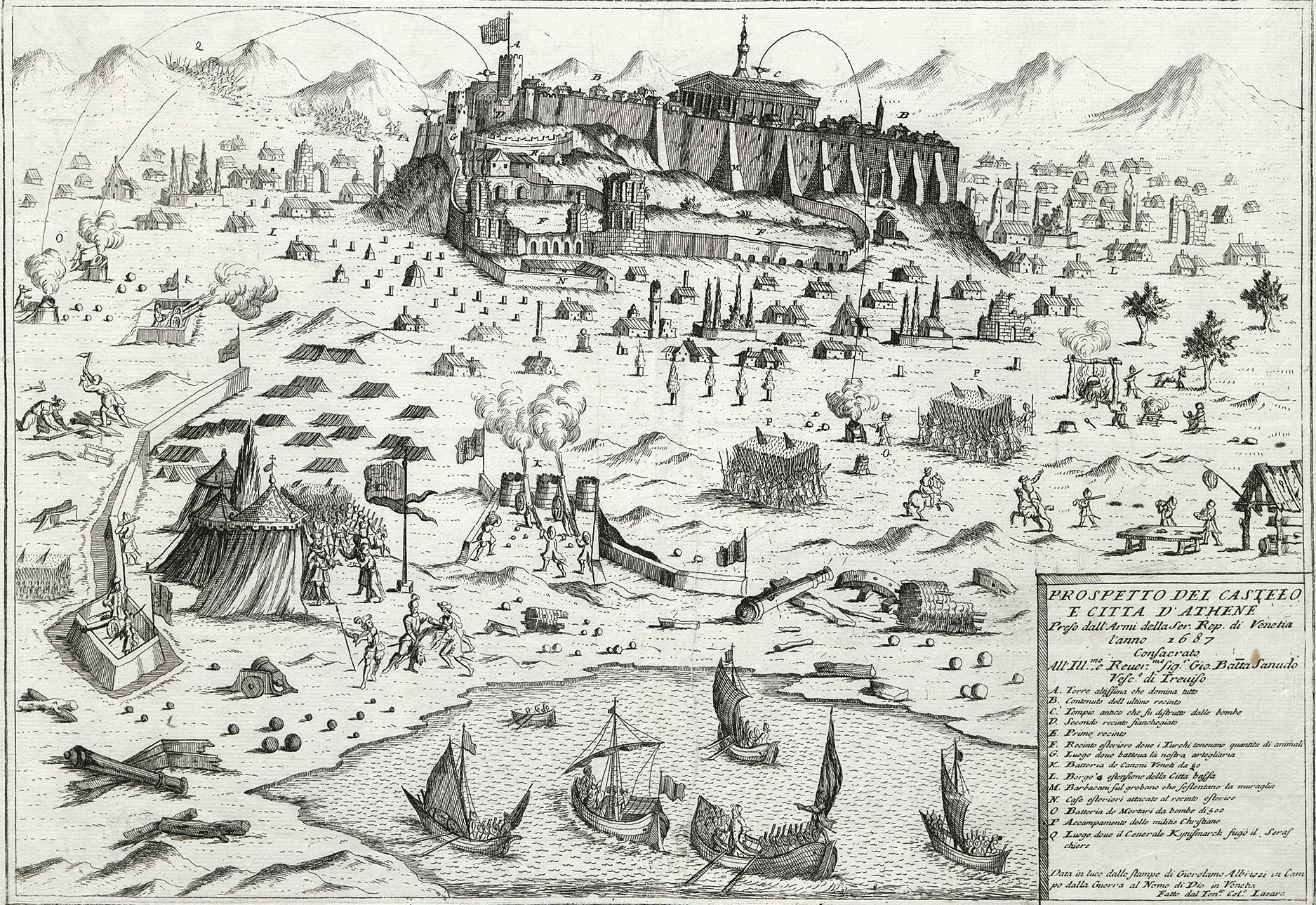
Gravura representando o cerco veneziano à Acrópole de Atenas, setembro de 1687. Está marcada a trajetória do projétil que atingiu o Partenon, causando sua explosão

A posição veneziana no Peloponeso não poderia ser segura enquanto os otomanos mantivessem o leste da Grécia Central, onde Tebas e Negroponte (Cálcis) eram redutos militares significativos. Assim, em 21 de setembro de 1687, o exército de Königsmarck, com 10 750 homens, desembarcou em Elêusis, enquanto a frota veneziana entrou no Pireu. Os turcos evacuaram rapidamente a cidade de Atenas, mas a guarnição e grande parte da população retiraram-se para a antiga Acrópole de Atenas, determinados a resistir até que chegassem reforços de Tebas. O exército veneziano instalou baterias de canhões e morteiros no Pnyx e outras alturas ao redor da cidade e iniciou um cerco à Acrópole, que duraria seis dias (23–29 de setembro) e causaria muita destruição aos monumentos antigos. Os otomanos primeiro demoliram o Templo de Atena Nice para erguer uma bateria de canhões e, em 25 de setembro, uma bala de canhão veneziana explodiu um paiol de pólvora nos Propileus. O dano mais importante causado foi a destruição do Partenon. Os turcos usaram o templo para armazenamento de munições e quando, na noite de 26 de setembro de 1687, um morteiro atingiu o edifício, a explosão resultante matou 300 pessoas e levou à destruição completa do telhado do templo e da maior parte das paredes. Apesar da enorme destruição causada pelo "tiro milagroso", como Morosini o chamou, os turcos continuaram a defender o forte até que uma tentativa de socorro do exército otomano de Tebas foi repelida por Königsmarck em 28 de setembro. A guarnição capitulou então, sob a condição de ser transportada para Esmirna.  

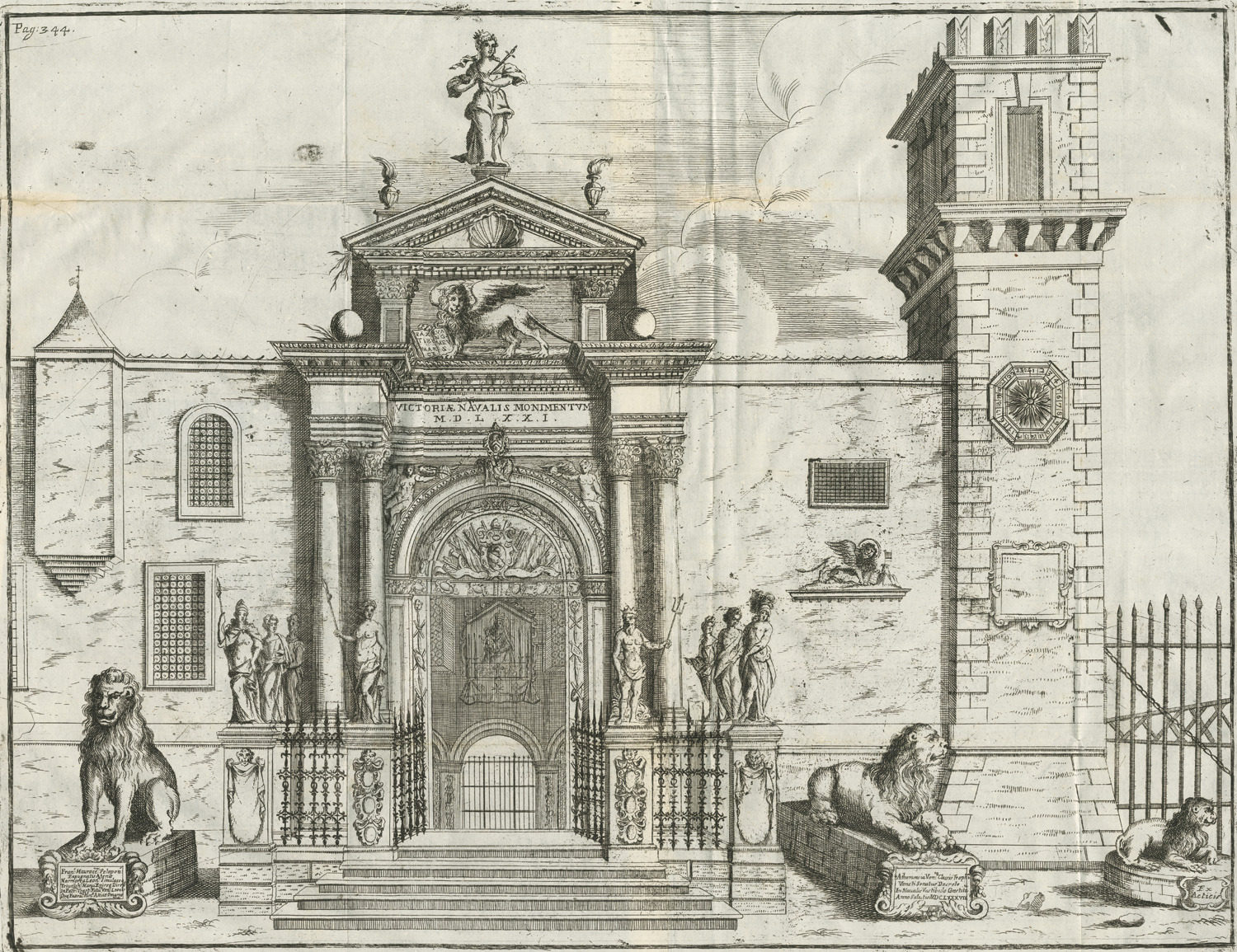
A entrada triunfal do Arsenal de Veneza, construído entre 1692 e 1694, com as estátuas de leões trazidas por Morosini do Pireu.

Apesar da queda de Atenas, a posição de Morosini não era segura. Os otomanos estavam acumulando um exército em Tebas, e a sua cavalaria de dois mil homens controlava efetivamente a Ática, limitando os venezianos aos arredores de Atenas, de modo que os venezianos tiveram que estabelecer fortes para garantir a estrada que ligava Atenas ao Pireu. Em 26 de dezembro, o remanescente de 1 400 homens do contingente hanoveriano partiu e um novo surto de peste durante o inverno enfraqueceu ainda mais as forças venezianas. Os venezianos conseguiram recrutar 500 arvanitas da população rural da Ática como soldados, mas nenhum outro grego estava disposto a juntar-se ao exército veneziano. Em conselho de 31 de dezembro, foi decidido abandonar Atenas e concentrar-se em outros projetos, como a conquista de Negroponte. Um acampamento foi fortificado em Muniquia para cobrir a evacuação, e foi sugerido, mas não acordado, que as muralhas da Acrópole deveriam ser arrasadas. À medida que os preparativos venezianos para a partida se tornaram evidentes, muitos atenienses optaram por partir, temendo represálias otomanas: 622 famílias, cerca de quatro mil a cinco mil pessoas, foram evacuadas por navios venezianos e estabelecidas como colonos em Argólida, Coríntia, Patras e ilhas do Egeu. Morosini decidiu pelo menos recuperar alguns monumentos antigos como despojos, mas em 19 de março as estátuas de Posídon e a carruagem de Nike caíram e se despedaçaram enquanto eram removidas do frontão ocidental do Partenon. Os venezianos abandonaram a tentativa de remover outras esculturas do templo e, em vez disso, levaram alguns leões de mármore, incluindo o famoso Leão do Pireu, que deu ao porto o nome medieval de "Porto Leone", e que hoje fica na entrada do Arsenal de Veneza. Em 10 de abril, os venezianos evacuaram a Ática para o Peloponeso.

### Ataque a Negroponte (1688)

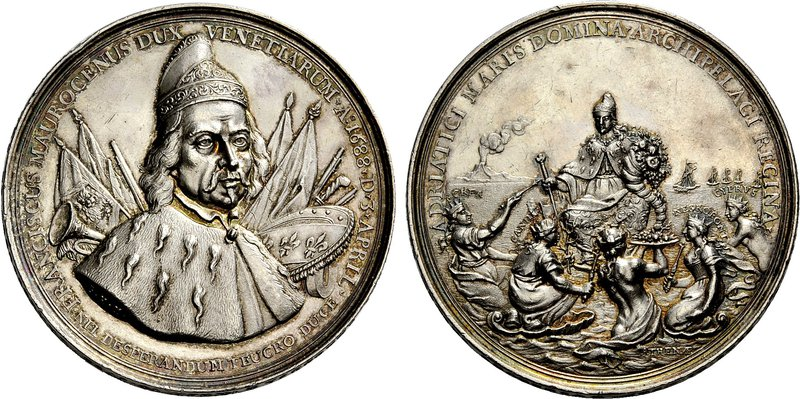
Medalha cunhada em Nuremberg em 1688 em homenagem à conquista da Moreia por Morosini e sua eleição como Doge de Veneza

Em 3 de abril de 1688, Morosini foi eleito o novo Doge de Veneza, mas manteve o comando das forças venezianas na Grécia. O Senado fez grandes esforços para reabastecer as suas forças na Grécia, mas mais uma vez, a necessidade de aguardar os esperados reforços atrasou o início das operações até ao final de junho. Apesar do fracasso da expedição a Atenas, a sorte da guerra ainda era favorável: os otomanos estavam a recuperar de uma série de derrotas na Hungria e na Dalmácia: na sequência da desastrosa Batalha de Mohács, em novembro de 1687, eclodiu um motim que resultou na demissão e a execução do grão-vizir Sari Solimão Paxá e até a deposição do sultão Maomé IV (r. 1648–1687), que foi substituído por seu irmão Solimão II (r. 1687–1691).  Vários conselheiros de Morosini sugeriram o momento oportuno para tentar uma reconquista de Creta, mas o novo Doge recusou e insistiu numa campanha contra Negroponte.
Em 11 de julho, as primeiras tropas venezianas começaram a desembarcar em Negroponte e sitiaram-na dois dias depois. Os venezianos reuniram uma força substancial, 1três mil soldados e mais 10 mil homens na frota, contra a guarnição otomana de seis mil homens, que ofereceu resistência determinada. A frota veneziana não conseguiu bloquear totalmente a cidade, o que permitiu às forças de Ismail Paxá, através do Estreito de Euripo, transportar suprimentos para o castelo sitiado. Os venezianos e seus aliados sofreram grandes perdas, especialmente devido a outro surto de peste, incluindo o General Königsmarck, que sucumbiu à peste em 15 de setembro, enquanto os Cavaleiros de Malta e de Santo Estêvão abandonaram o cerco no início do outono. Depois de um último ataque, em 12 de outubro, ter sido um fracasso dispendioso, Morosini teve de aceitar a derrota. Em 22 de outubro, o exército veneziano, tendo perdido no total nove mil homens deixaram Negroponte e seguiram para Argos. com eles foi o senhor da guerra Nikolaos Karystinos, que lançou uma revolta no sul da Eubeia e tentou, sem sucesso, capturar o castelo de Caristo.
Esgotados pelo cerco e pela doença, os remanescentes dos mercenários de Hanôver e de Hesse partiram da Grécia em 5 de novembro. Morosini tentou um ataque malsucedido a Monemvasia no final de 1689, mas sua saúde debilitada o forçou a retornar a Veneza logo depois. Ele foi substituído como comandante-chefe por Girolamo Cornaro. Isto marcou o fim da ascendência veneziana e o início de uma série de contraofensiva otomanas bem-sucedidas, embora no final não decisivas.

### Batalhas na Dalmácia

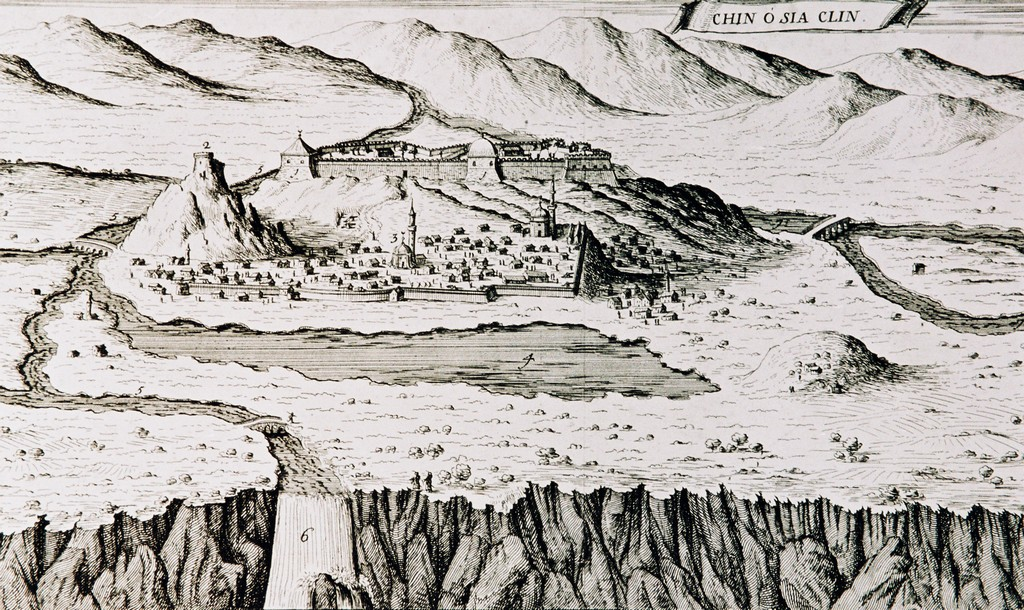
Knin durante o cerco veneziano de 1687

Na Guerra Moreana, a República de Veneza sitiou Sinj em outubro de 1684 e novamente em março e abril de 1685, mas ambas as vezes sem sucesso. Na tentativa de 1685, os exércitos venezianos foram auxiliados pela milícia local da República da Poljica, que assim se rebelou contra a suserania nominal otomana que existia desde 1513. Num esforço para retaliar Poljica, em junho de 1685, os otomanos atacaram Zadvarje, e em julho de 1686 Dolac e Srijane, mas foram empurrados para trás, e sofreram grandes baixas. Com a ajuda da população local de Poljica, bem como dos Morláquios, a fortaleza de Sinj finalmente caiu nas mãos do exército veneziano em 30 de setembro de 1686. Em 1º de setembro de 1687, o cerco de Castelnuovo começou e terminou com uma vitória veneziana em 30 de setembro. Knin foi capturado após um cerco de doze dias em 11 de setembro de 1688. A captura de Knin marcou o fim da bem-sucedida campanha veneziana para expandir o seu território no interior da Dalmácia e também determinou grande parte da fronteira final entre a Dalmácia e a Bósnia e Herzegovina que existe hoje. Os otomanos sitiariam Sinj novamente na Segunda Guerra Moreana, mas seriam repelidos.
Em 26 de novembro de 1690, Veneza tomou Vrgorac, o que abriu a rota para Imotski e Mostar. Em 1694 conseguiram tomar áreas a norte da República de Ragusa, nomeadamente Čitluk, Gabela, Zažablje, Trebinje, Popovo, Klobuk e Metković. No tratado de paz final, Veneza renunciou às áreas de Popovo polje, bem como de Klek e Sutorina, para manter a demarcação preexistente perto de Ragusa.

## Ressurgimento otomano
O novo sultão otomano inicialmente desejava um acordo de paz, mas a eclosão da Guerra dos Nove Anos em 1688 e o subsequente desvio de recursos austríacos para a luta contra a França encorajaram a liderança otomana a continuar a guerra. Sob a liderança competente do novo grão-vizir, Coprulu Fazil Mustafá Paxá, os otomanos lançaram a contraofensiva. Como o esforço principal foi dirigido contra a Áustria, os otomanos nunca conseguiram poupar homens suficientes para reverter completamente as conquistas venezianas.

### A ascensão e queda de Limberakis Gerakaris
No final de 1688, os turcos pediram ajuda ao bucaneiro maniota Limberakis Gerakaris, que os havia ajudado durante a invasão de Mani na Guerra de Creta, mas desde então estava preso em Constantinopla por atos de pirataria. Ele foi libertado, investido como "Bei de Mani", autorizado a recrutar uma força de algumas centenas e juntou-se ao exército otomano em Tebas. Apesar de nunca ter comandado nenhum exército importante, Gerakaris desempenharia um papel importante nas últimas fases da guerra, uma vez que os seus ataques ousados e destrutivos desestabilizaram o controlo veneziano e provaram um esgotamento contínuo dos recursos da República. Na primavera de 1689, Gerakaris conduziu seu primeiro ataque contra as posições venezianas no oeste da Grécia Central, com uma força mista de dois mil turcos, albaneses, eslavos e maniotas. Gerakaris apreendeu e incendiou Missolonghi, saqueou as regiões de Valtos e Xiromero e lançou ataques às fortalezas venezianas em Aitoliko e Vonitsa.
Para combater esta nova ameaça, os venezianos renovaram as suas tentativas de conquistar os líderes locais e recrutar gregos locais e refugiados para milícias. Desta forma, a República formou dois bandos de guerra, um em Karpenisi sob o comando dos capitães armatoloi gregos e oficiais dálmatas Spanos, Chormopoulos, Bossinas, Vitos e Lubozovich, e outro em Loidoriki sob o comando dos capitães Kourmas, Meïdanis e Elias Damianovich. Ao mesmo tempo, a grande faixa de terra de ninguém entre as fortalezas otomanas no leste e os territórios controlados pelos venezianos no oeste era cada vez mais um refúgio para bandos de guerra independentes, tanto cristãos como muçulmanos, que foram aumentados por desertores albaneses e dálmatas de o exército veneziano. A população local ficou assim à mercê dos venezianos e dos seus auxiliares gregos e dálmatas, por um lado, que extraíam dinheiro para protecção, das depredações de bandos de guerra saqueadores, e dos otomanos, que ainda exigiam o pagamento de impostos regulares. A complexidade do conflito é ilustrada pelo facto de Gerakaris ter sido repelido em junho de 1689 num ataque a Salona (Amfissa) pelos habitantes locais sob Dimitrios Charopolitis e Elias Damianovich mas quase ao mesmo tempo Gerakaris defendeu as aldeias de Agrafa e Karpenisi de bandos de guerra cristãos saqueadores. Gerakaris tentou persuadir muitos dos bandos de guerra independentes a entrarem no serviço otomano, mas sem muito sucesso. Ele teve mais sucesso em persuadir muitos dos atenienses que haviam fugido da cidade em 1688 a voltar para suas casas, depois que o serasker otomano garantiu que não haveria represálias contra eles.
Em 1690, as forças otomanas reforçadas varreram a Grécia Central e, embora tenham sido repelidas num ataque a Lepanto, restabeleceram o controlo sobre o interior a leste de Lepanto. Os venezianos também obtiveram sucesso: Monemvasia caiu em 12 de agosto de 1690, removendo assim o último bastião otomano na Moreia.
Em 1692, Gerakaris liderou uma invasão otomana do Peloponeso. Ele tomou Corinto e sitiou sem sucesso Acrocorinto e Argos, antes de ser forçado a se retirar pela chegada de reforços venezianos. Após novas invasões ao Peloponeso em 1694 e 1695, Gerakaris passou para o acampamento veneziano. Em 1696, após negociações e a mediação de Panagiotis Doxaras, Gerakaris juntou-se oficialmente aos venezianos com vários termos e condições; por exemplo, foi agraciado com a Ordem de São Marcos. A deserção de Gerakaris para os venezianos foi um problema para o esforço de guerra otomano, fazendo com que eles ficassem na defensiva, a fim de evitar que as terras gregas fossem capturadas. No entanto, o seu tratamento brutal e selvagem da população civil e a sua intriga pela posição de Bey de Mani não puderam ser tolerados por muito tempo por Veneza, e após o saque brutal de Arta em 27 de agosto de 1696, Gerakaris foi detido e encarcerado em Brescia.

### Operações em Montenegro

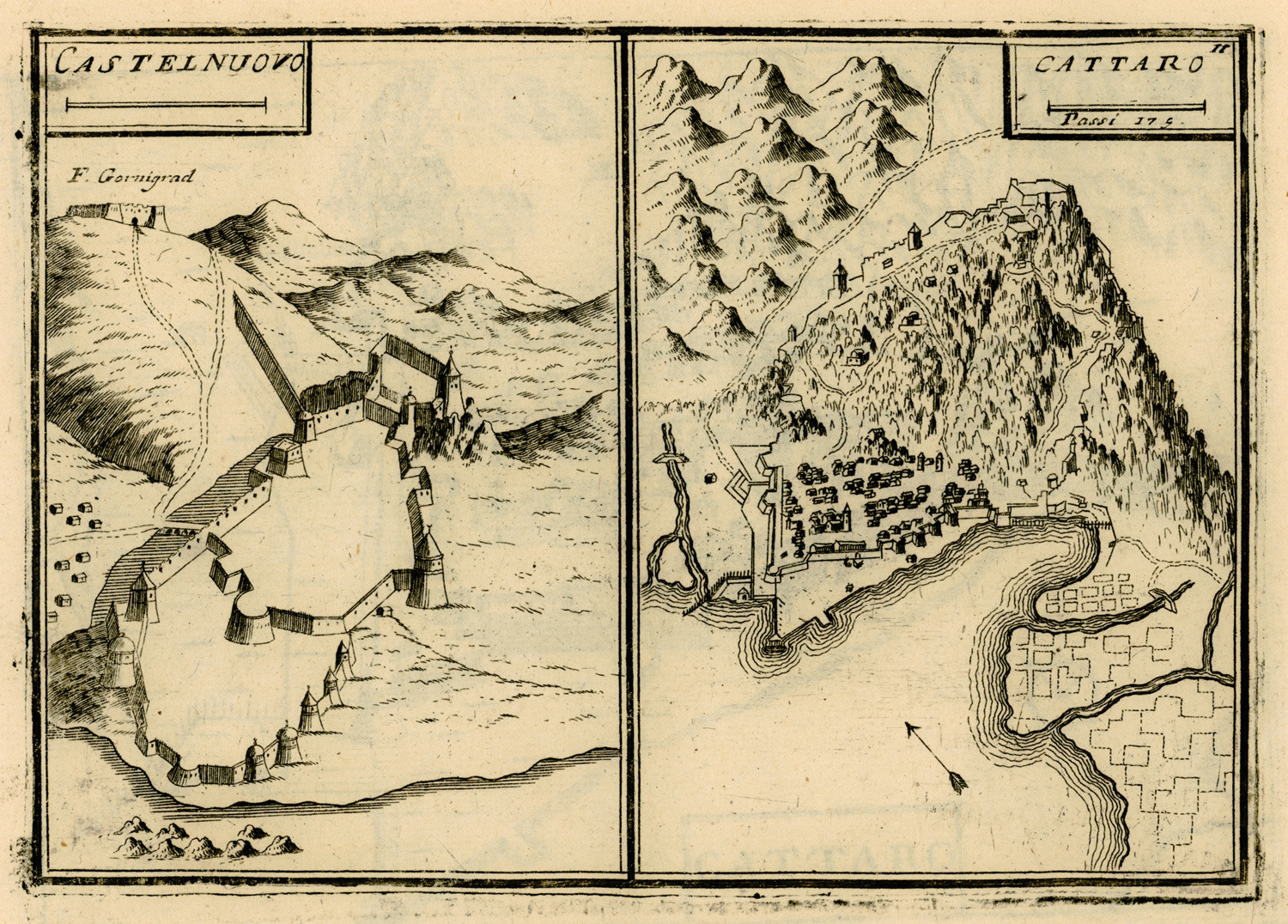
As fortalezas de Castelnuovo (Herceg Novi) e Cattaro (Kotor), de Vincenzo Coronelli

Os venezianos tinham laços importantes e apoio considerável entre os montenegrinos, com terreno sólido estabelecido anteriormente durante a guerra de Creta. Veneza considerou fortemente colocar o Montenegro sob a sua própria protecção. Em 1685, o metropolita montenegrino Rufim Boljević morreu. "O amigo mais leal de Veneza" na época, como disseram os próprios venezianos, após um breve mandato de Vasilije Veljekrajski foi substituído por Visarion Borilović Bajica. Borilović ascendeu ao trono como protegido do seu parente Patriarca de Peć Arsênio III Čarnojević. Anteriormente um grande apoiante de Veneza, após o estabelecimento de contacto com os representantes do Imperador em 1688, Arsênio tornou-se um importante aliado dos Habsburgos nos Balcãs. Os venezianos temiam que, sob a influência de Arsênio, ele próprio de origem montenegrina, os montenegrinos se inclinassem mais para os austríacos e, assim, mantivessem Visarion à distância também. O curso da Grande Guerra Turca nem sempre coincidiu com os interesses venezianos e, portanto, esta política bilateral resultou na forma indecisa e irregular da guerra em Montenegro. No seu esforço para conquistar os montenegrinos para o seu lado, Veneza enviou a Cetinje um destacamento de Hajduks, liderado pelo seu compatriota Bajo Pivljanin, para aumentar a população contra os otomanos em 1685. O destacamento era composto principalmente por montenegrinos de Grbalj e Boka Kotorska. Anteriormente, eles demonstraram suas intenções durante um ataque noturno curto a Herceg Novi em 22 de agosto de 1684. O vizir de Skhoder, Suleyman Bushati, depois de ameaçar e pacificar as tribos de Kuči e Kelmendi, reuniu um exército e marchou em direção a Cetinje, quando os Pivljanin e os seus hajduques, acompanhados pelo destacamento veneziano e aos quais se juntaram alguns montenegrinos decidiram fazer uma última resistência. O confronto resultou na Batalha de Vrtijeljka, onde as forças otomanas aniquilaram os hajduques e penetraram até Cetinje. Depois de saquear Cetinje, Bushati recuou. Indeterminada, com resultado numa baixa taxa de mobilização, a atitude montenegrina em relação à guerra mudou rapidamente e, apesar do facto de alguns deles terem sido mobilizados à força durante o ataque de Bushati a Budva em 1686, eram agora a favor de Veneza.
Visarion Borilović, entretanto eleito, elaborou um plano de guerra mais próximo com os venezianos e enviou 1 500 montenegrinos sob o comando do duque Vučeta Bogdanović de Njeguši em ajuda de Girolamo Cornaro durante seu ataque a Herceg Novi. A frota veneziana partiu de Hvar e em poucos dias chegou a Castelnuovo em 2 de setembro. Os venezianos iniciaram um cerco, seguido de pesados bombardeios diários. Os otomanos tentaram quebrar o bloqueio enviando reforços comandados por Topal Huceine Paxá da Bósnia em 15 de setembro. Eles foram finalmente derrotados pelos montenegrinos em Kameno. Herceg Novi rendeu-se aos venezianos em 31 de setembro, pondo fim a quase um século e meio de domínio dos otomanos estabelecido em 1540. Os otomanos tentaram retaliar em março e maio de 1688. Solimão Paxá Buxati atacou a tribo das montanhas montenegrinas Kuči, apenas para sofrer uma derrota devastadora duas vezes, com 1 500 vítimas e perdeu Medun para eles. No verão do mesmo ano, na assembleia tribal em Gradac em Lješanska nahija, Montenegro reconheceu oficialmente a suserania veneziana.
O Metropolita Visarion convidou assim o nobre de Kotor Ivan "Zane" Grbičić para Cetinje no ano seguinte, que foi então eleito o primeiro Guvernadur Montenegrino. Os venezianos estabeleceram uma guarnição em Cetinje e fortificaram-se no Mosteiro de Cetinje. Em julho de 1691, Suleyman foi derrotado mais uma vez durante suas expedições de punição por Piperi e Bjelopavlići. Em 1692, Visarion Borilović Bajica morreu em circunstâncias misteriosas. A popular teoria da conspiração afirma que ele foi envenenado pelos venezianos. Em setembro do mesmo ano, Suleyman lançou outra grande campanha contra Montenegro. As forças venezianas não tinham intenção de enfrentá-lo como os hajduks fizeram sete anos antes e, por sua vez, recuaram para o santuário do mosteiro de Cetinje. O exército otomano chegou a Cetinje quase sem luta, com um punhado de montenegrinos oferecendo apenas resistência. Após negociações, o exército veneziano foi autorizado a recuar de Cetinje. Antes de partirem, eles minaram o mosteiro, destruindo-o permanentemente. Esta medida foi bastante impopular entre a população local e fez com que Montenegro virasse as costas a Veneza. Os fortes laços permaneceram, com o título de guvernadur sendo passado para a Casa de Vukotić, e depois, para a Casa de Radonjić. O exército otomano recuou de Cetinje pouco depois.

### Captura de Valona e Kanina (1690)

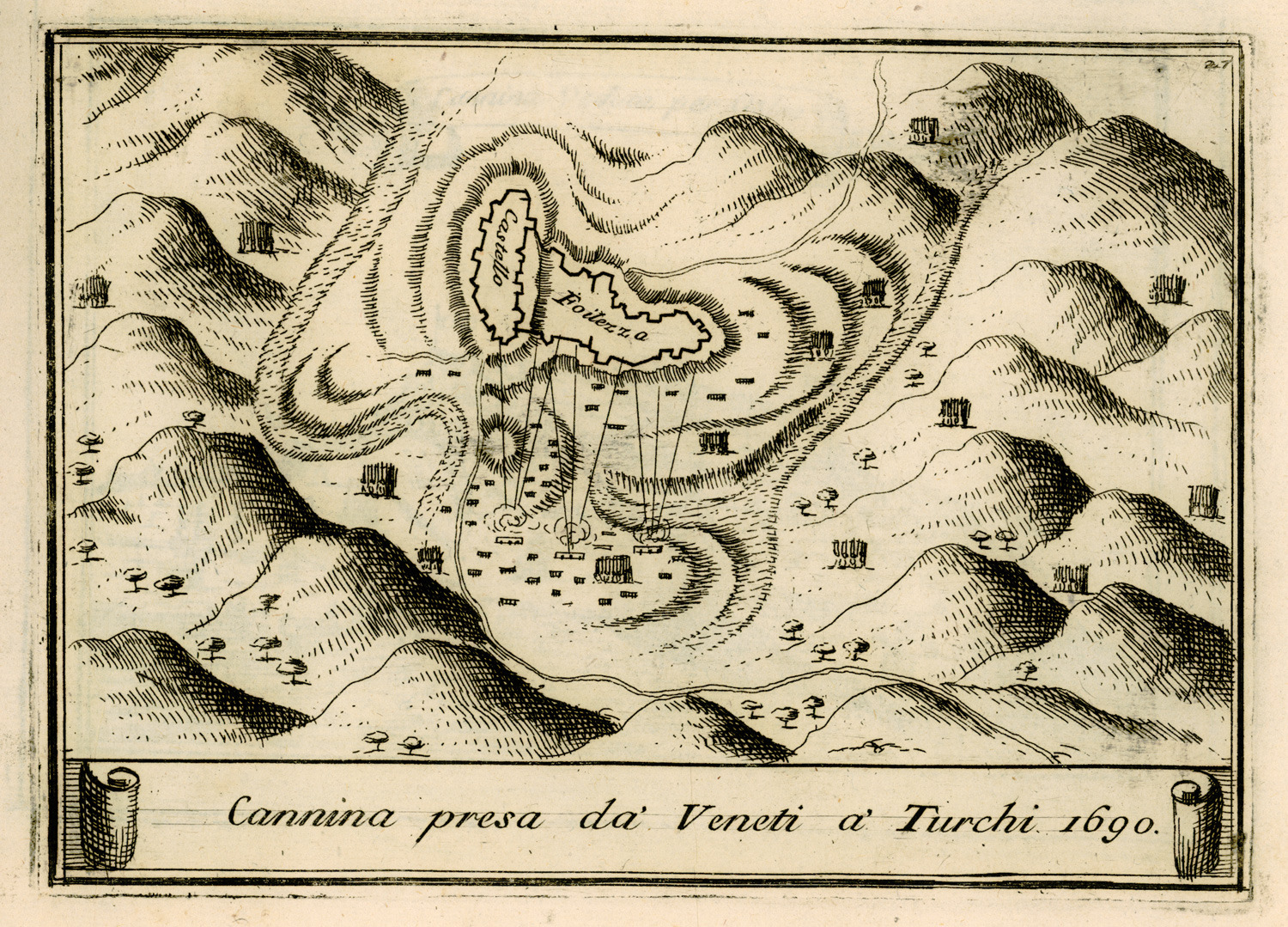
O Cerco de Kanina, de Vincenzo Coronelli

Num esforço para ajudar os gregos de Himara, que se tinham rebelado contra os turcos, e depois de alguns sucessos no norte da Albânia e no Montenegro, a frota veneziana lançou um ataque contra o porto e fortaleza otomana de Valona. Os venezianos desembarcaram tropas em 11 de setembro de 1690, mas em vez de enfrentá-los, os otomanos retiraram-se e dividiram as suas sete mil tropas na área entre Valona e a fortaleza interior de Kanina . Os venezianos forçaram Kanina a se render em 17 de setembro, e Valona foi capturada no dia seguinte, após sua guarnição evacuá-la. Este sucesso permitiu aos venezianos expandir a área sob seu controle ao longo da costa e interior do Epiro até Argirocastro, Himara, Souli, e até mesmo as vizinhanças de Arta.
A reação otomana não demorou muito: no início de 1691, o grão-vizir Fazil Mustafá Paxá enviou reforços sob o comando de Caplã Paxá e Jafer Paxá, o novo serasker da Moreia, Hoca Halil Paxá e Solimão Paxá de Escodra, para recuperar os territórios perdidos no Balcãs Ocidentais. Em 14 de março, os otomanos recuperaram Valona e recuperaram o controle do norte do Epiro. Durante os dois anos seguintes, os habitantes locais, especialmente em Himara, foram sujeitos a represálias brutais, o que levou muitos a fugir para Corfu e outros a converterem-se ao Islão para se salvarem.

### Ataque a Creta (1692)
Depois de garantir a defesa do istmo de Corinto, com dois mil soldados de infantaria, quatro mil cavalarias e 250 gregos, os venezianos voltaram suas atenções para Creta. Em 1692, uma frota veneziana composta por 34 galeões e 27 outros navios comandados por Domenico Mocenigo atacou Creta e sitiou a sua capital Candia, enquanto ao mesmo tempo os gregos da ilha se levantaram contra os otomanos. Apesar disso, a tentativa de retomada de Creta fracassou devido a diversos fatores, como a relutância de Mocenigo e as deserções cristãs, entre outros. Mocenigo encerrou o cerco, levou consigo dois mil cretenses que trabalharam com ele contra os otomanos e partiu para o Peloponeso.

### Anos finais da guerra
Na esperança de revigorar a causa veneziana, o próprio Morosini regressou à Moreia em 1693. Sua idade avançada negou-lhe a chance de provar novamente suas habilidades e, em 16 de janeiro de 1694, ele morreu em Nauplia. Seu sucessor, Antonio Zeno, contra o conselho de seus oficiais, liderou uma expedição contra a rica ilha de Quios, na costa da Ásia Menor. A ilha foi tomada facilmente, mas a resposta turca foi rápida e massiva. Uma dupla batalha naval perto das Ilhas Oinousses em fevereiro de 1695 resultou em uma derrota veneziana e forçou uma humilhante retirada veneziana de Quios.
Os otomanos foram encorajados a invadir novamente a Moreia, mas foram derrotados pelo general Steinau e rechaçados à sua base em Tebas. Ao mesmo tempo, Steinau conseguiu trazer Gerakaris para o lado veneziano (veja acima).

### Operações navais no Egeu
Houve vários confrontos navais entre as frotas adversárias, como em Lesbos em 1690, em Andros em 1696, em Lemnos em julho de 1697, e na Samotrácia em 1698, mas foram geralmente indecisos e não conseguiram alterar o equilíbrio de forças.

#### Ação de 1º de setembro de 1697
Houve um confronto naval perto de Andros em 1º de setembro de 1697.

## Consequências

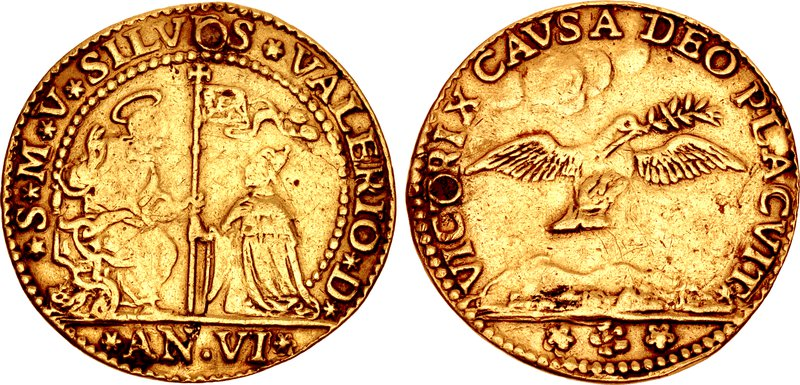
Moeda veneziana de quatro cequins celebrando o Tratado de Karlowitz

O Tratado de Karlowitz, assinado em janeiro de 1699, confirmou a posse veneziana de Cefalônia e da Moreia com a ilha de Egina, que passou a ser organizada como o "Reino da Moreia" (em italiano:  Regno di Morea), dividida em quatro províncias: Romênia, com sede em Náuplia (Napoli di Romania), Lacônia, com sede em Monemvasia (Malvasia), Messênia, com sede em Navarino, e Acaia, com sede em Patras (Patrasso). A guerra criou uma crise demográfica e económica no Peloponeso. De acordo com o primeiro censo realizado pelos venezianos, havia 86 468 pessoas na península, em comparação com uma população pré-guerra de cerca de 200 mil. Embora os venezianos tenham conseguido restaurar alguma prosperidade – a população alegadamente aumentou para cerca de 250 mil em 1708, provavelmente impulsionada pela imigração – eles não conseguiram ganhar a confiança dos seus súbditos ortodoxos gregos, que estavam habituados a uma relativa autonomia sob os turcos e ressentia-se da burocracia veneziana. Os venezianos também lançaram um grande projeto de fortificação em toda a Moreia, cujos resultados ainda hoje podem ser vistos. No entanto, a própria Veneza estava demasiado enfraquecida para afirmar eficazmente a sua autoridade e, em 1715, uma rápida campanha otomana (no que foi muitas vezes chamada de Segunda Guerra Moreana) recuperou a Moreia.